# Cha cha SING
| 専門評論家によるレビュー                 | 専門評論家によるレビュー |
| レビュー・スコア                         | レビュー・スコア         |
| 出典                                     | 評価                     |
| ---------------------------------------- | ------------------------ |
| ローリング・ストーン 日本版 （上野拓朗） | [ 1 ]                    |

「cha cha SING」（チャ・チャ・シング）は、Berryz工房の29枚目のシングル。2012年7月25日にアップフロントワークス（PICCOLO TOWNレーベル）から発売された。

## 概要
- 初回限定盤A・B・C、通常盤の4形態で発売。初回限定盤A・BはCD＋DVD、初回限定盤Cと通常盤はCDのみ。初回生産限定盤A・B・Cにイベント抽選シリアルナンバーカードが封入されている。
- 収録されている3曲全てのミュージック・ビデオが制作された。
- 「cha cha SING」は、タイの人気歌手・俳優のBIRDことトンチャイ・メーキンタイの楽曲「ROW MAH SING」のカバーである[2]。事務所の先輩である田中義剛がタイに行った際に耳にした曲が印象に残り、プロデューサーのつんく♂に薦めたのがきっかけで制作された[3]。ミュージック・ビデオは、ヴィーナスフォートで撮影され、フラッシュモブの手法を使用している[4]。センターは夏焼雅。メインボーカルは夏焼雅、菅谷梨沙子、嗣永桃子、熊井友理奈。Berryz工房 ver.もタイでは知名度があり、2016年タイの歌手によって日本語版がカバーされた。関西テレビ『ちゃちゃ入れマンデー』のジングルに使われている。
- 「Loving you Too much」も同じくトンチャイ・メーキンタイの楽曲「Too Much So Much Very Much」のカバーである。センターは嗣永桃子、夏焼雅。メインボーカルは夏焼雅、菅谷梨沙子である。また、ラップの部分のメインボーカルは夏焼雅、清水佐紀。
- 「ももち! 許してにゃん♡体操」は、嗣永桃子のソロ曲[4]。ミュージック・ビデオをレコチョクで2012年7月15日より独占先行配信し[5]、初日（7月15日付）にレコチョクビデオクリップデイリーランキングで1位となった[6]。

## 収録曲
1. cha cha SING [4:34]
作詞：Mukek Jongmankhong　日本語詞：つんく　作曲：Sudsan Wongsamut　編曲：大久保薫
2. Loving you Too much [4:21]
作詞：Apisit Opasimlikit　日本語詞：つんく　Rap詞: U.M.E.D.Y.　作曲：Thana Lawasut　編曲：鈴木Daichi秀行
3. ももち! 許してにゃん♡体操 [2:40]
歌：ももち (嗣永桃子 feat. Berryz工房)
作詞・作曲：つんく　編曲：湯浅公一
4. cha cha SING (Instrumental) [4:33]
5. Loving you Too much (Instrumental) [4:21]
6. ももち! 許してにゃん♡体操 (Instrumental) [2:41]

### 初回限定盤A付属DVD
1. cha cha SING (Dance Shot Ver.)

### 初回限定盤B付属DVD
1. cha cha SING (Close-up Berryz工房 Ver.)

## 参加ミュージシャン
cha cha SING
- エレクトリックギター&ベース：はたけ
- キーボード&プログラミング：大久保薫
- ドラム：玉田豊夢
- パーカッション：飯田ヒロシ
- コーラス：CHINO

Loving you Too much
- プログラミング&ギター：鈴木Daichi秀行
- コーラス：竹内浩明
- ラップ：U.M.E.D.Y.

ももち! 許してにゃん♡体操
- プログラミング：湯浅公一
- コーラス：NICE GIRL プロジェクト!研修生・山尾正人・飯田ヒロシ